# Oxyporus macroporus
Oxyporus macroporus är en svampart som beskrevs av Y.C. Dai & Y.L. Wei 2004. Oxyporus macroporus ingår i släktet Oxyporus, klassen Agaricomycetes, divisionen basidiesvampar och riket svampar.   Inga underarter finns listade i Catalogue of Life.